# Isidro Lángara
Pour les articles homonymes, voir Lángara.
Isidro Lángara Galarraga, né le 25 mai 1912 à Pasaia et mort le 21 août 1992 à Andoain, était un footballeur espagnol, meilleur buteur de l'histoire du Real Oviedo avec 257 buts inscrits en 197 matchs.
Lángara a disputé la Coupe du monde 1934 avec l'équipe d'Espagne. Il a marqué 17 buts en seulement 12 sélections qui font de lui le joueur espagnol ayant le meilleur ratio but/match de l'histoire de la sélection espagnole.

## Biographie
Lors de ses 3 premières saisons en 1re division espagnole, il gagne 3 titres de Pichichi (meilleur buteur de la Liga) consécutifs en 1934 (27 buts), 1935 (26 buts) et 1936 (27 buts) avec le Real Oviedo. 
Durant la saison 1933-34, Lángara inscrit 60 buts en 32 matchs officiels (27 en Liga, 9 en Copa, 24 en championnat des Asturies). Il restera le meilleur buteur de l'histoire du football espagnol sur une saison durant 78 ans ! Ce record est battu lors de la saison 2011-2012 par Lionel Messi. 
Il fuit la Guerre civile espagnole et s'exile au Mexique en 1938 jouant des matchs amicaux avec la sélection basque, puis en Argentine en 1939 ou il s'engage avec San Lorenzo. Pour son premier match sous ses nouvelles couleurs, il réalise l'exploit de marquer 4 buts à River Plate... Après 4 saisons et 110 buts en 121 matchs de championnat (1 titre de meilleur buteur en 1940) qui font de lui le 7e meilleur buteur historique du club, et à la suite de la création du championnat du Mexique, il s'engage avec le Real Club España. Il y reste 3 saisons et marque respectivement 27, 38 et 40 buts avec à la clé 2 titres de meilleur buteur, un Championnat et une Copa.
C'est en vétéran qu'il revient en Espagne en 1946, précisément au Real Oviedo, le club de ses débuts. Il y dispute ses deux dernières saisons et marque tout de même 18 buts en 20 matchs et 5 buts en 9 matchs pour son ultime saison. Son compteur but dans le championnat d'Espagne s'arrêtera à 104 buts en 90 matchs, soit une excellente moyenne de 1,16 but par match.

## Clubs
- Real Oviedo  (1930-1936)
- Club Deportivo Euzkadi (1938-1939)
- San Lorenzo Almagro  (1939-1943)
- Real Club España  (1943-1947)
- Real Oviedo  (1947-1949)

## Distinctions personnelles
| Prix                                       | Année |
| ------------------------------------------ | ----- |
| Pichichi                                   | 1934  |
| Pichichi                                   | 1935  |
| Pichichi                                   | 1936  |
| Meilleur buteur du championnat d'Argentine | 1940  |
| Meilleur buteur du championnat du Mexique  | 1944  |
| Meilleur buteur du championnat du Mexique  | 1946  |